# Аустер
Аустер је врста ветра који дува у западној и средњој Европи. Настаје најчешће током пролећа и јесени, када је изнад Сахаре поље високог ваздушног притиска. У почетку је сув и топао, али прелазећи Средоземље скупља влагу, тако да доноси кишовито време.